# شاخ‌چهره
سراتوپس (نام علمی: Ceratops) نام یک گونه از زیرراسته شاخ‌چهرگان است.